# Muntaher Faleh Abdulwahid
Pour les articles homonymes, voir Abdulwahid.
Muntadher Faleh Abdulwahid (né le 2 janvier 1998) est un athlète irakien, spécialiste du saut à la perche.

## Carrière
Il remporte la médaille de bronze lors des Jeux olympiques de la jeunesse de 2014.
Son record est de 5,35 m obtenu le 2 mars 2016 à Nadjaf, mesure qu'il porte à 5,40 m le 9 juin 2016 à Bagdad. Il remporte le titre de Champion d'Asie junior en 2016.
Il est médaillé de bronze aux Championnats panarabes d'athlétisme 2021 à Radès avec une marque de 5,10 m.